# 조 (2018년 영화)
《조》(영어: Zoe)는 2018년 개봉한 미국의 로맨틱 SF 영화이다.
2018년 4월 21일 트라이베카 영화제에서 전 세계 최초로 상영되었다.

## 줄거리
상대를 완벽히 이해해주고 절대로 곁을 떠나지 않을 안드로이드가 연애 상대로 개발되고 있는 근미래. 조와 콜은 연애 궁합을 산출하는 전산 프로그램을 만드는 AI 연구소 동료이다. 좋아하는 콜과 자신의 궁합이 0%가 나오자 실망한 조는 곧 자신이 가짜 기억이 심어진 신형 안드로이드라는 사실을 알게 된다.

## 출연
- 이완 맥그리거 - 콜 에인즐리 역
- 레아 세두 - 조 역
- 크리스티나 아길레라 - 주얼스 역
- 시오 제임스 - 애시 역
- 러시다 존스 - 에마 역
- 미란다 오토 - 디자이너 역
- 매슈 그레이 구블러 - 마이클 역
- 카이 레넉스 - 닉 역